# Quitinizoos
Los quitinozoos (en singular: quitinozoos, en plural: quitinozoos) son un grupo de microfósiles marinos con forma de frasco y paredes orgánicas, producidos por un organismo aún desconocido. Estos organismos milimétricos, comunes desde el Ordovícico hasta el Devónico (es decir, el Paleozoico medio), abundan en casi todos los tipos de sedimentos marinos del planeta. Esta amplia distribución y su rápido ritmo de evolución los convierten en valiosos marcadores bioestratigráficos.
Su extraña forma ha dificultado su clasificación y reconstrucción ecológica. Desde su descubrimiento en 1931, se han barajado afinidades con protistas, plantas y hongos. Los organismos se han ido comprendiendo mejor a medida que las mejoras en microscopía han facilitado el estudio de su fina estructura, y se ha sugerido que representan los huevos o la fase juvenil de un animal marino. Sin embargo, investigaciones recientes han sugerido alternativamente que representan la prueba de un grupo de protistas de afinidades inciertas.
La ecología de los quitinozoos también está abierta a la especulación; algunos pueden haber flotado en la columna de agua, mientras que otros pueden haberse adherido a otros organismos. La mayoría de las especies son particulares en cuanto a sus condiciones de vida y tienden a ser más comunes en paleoambientes específicos. Su abundancia también varía con las estaciones.

## Anatomía
La longitud de los quitinozoos oscila entre 50 y 2.000 micrómetros, y su aspecto al microscopio óptico es de oscuro a casi opaco. Su anatomía se basa en la cámara ancha, una región radialmente simétrica que comprende una cavidad central recubierta por dos capas de una sustancia similar a la quitina. La cámara se estrecha hacia la abertura principal (la apertura), aunque un tapón circular impide el contacto directo entre la cavidad central y sus alrededores. Este tapón puede denominarse opérculo (si se encuentra en el extremo de la abertura) o prosoma (si se encuentra en el interior de la región estrechada o cuello). El borde de la apertura, conocido como collarín, suele tener una forma o textura distintiva.
La base del quitinozoo se encuentra en el extremo opuesto a la abertura. La base puede presentar diversas ornamentaciones derivadas de la capa interna. El borde de la base (margen basal) puede extenderse en una placa radial afilada, la carina. Alternativamente, puede enviar grandes espinas o ramas, conocidas como procesos. En los quitinozoos que se adhieren a sustratos o entre sí en grandes cadenas, el centro de la base está aumentado con estructuras apicales que se proyectan hacia abajo para facilitar la adhesión.
La ornamentación externa se conserva a menudo en la superficie de los fósiles, en forma de pelos, bucles o protuberancias, que a veces son tan grandes como la propia cámara. La variedad y complejidad de la ornamentación aumentaron con el tiempo, en un contexto de disminución del tamaño del organismo. Las primeras especies del Ordovícico eran grandes y de paredes lisas; a mediados del Ordovícico se hizo evidente una gran y creciente variedad de ornamentos y de apéndices huecos. Mientras que los apéndices más cortos suelen ser sólidos, las protuberancias más grandes tienden a ser huecas, y algunas de las más grandes presentan una estructura interna esponjosa. Sin embargo, incluso los apéndices huecos no dejan marcas en la pared interna de los organismos, lo que puede sugerir que fueron secretados o adheridos desde el exterior. Existe cierto debate sobre el número de capas presentes en las paredes de los organismos: se han descrito hasta tres capas, con la pared interna a menudo ornamentada; algunos especímenes sólo parecen mostrar una de estas capas de pared. Es posible que la multitud de paredes refleje la construcción del organismo, pero también podría ser el resultado del proceso de conservación.
No se han encontrado ejemplares «inmaduros» o juveniles de quitinozoos; esto puede sugerir que o bien no «crecieron», que fueron mudas (poco probable) o que las partes fosilizables del organismo solo se formaron una vez completado el proceso de desarrollo. Sin embargo, en 2019 un estudio descubrió que la variación morfológica de los ejemplares de Desmochitina probablemente representaba una serie de crecimiento.
Muchos quitinozoos se encuentran como fósiles aislados, pero se han descrito cadenas de múltiples pruebas, unidas desde la abertura hasta la base, para todos los géneros. Las cadenas muy largas se retuercen en formas helicoidales (en forma de resorte). Ocasionalmente, se encuentran grupos o cadenas condensadas, empaquetadas en un «capullo» orgánico.

## Clasificación

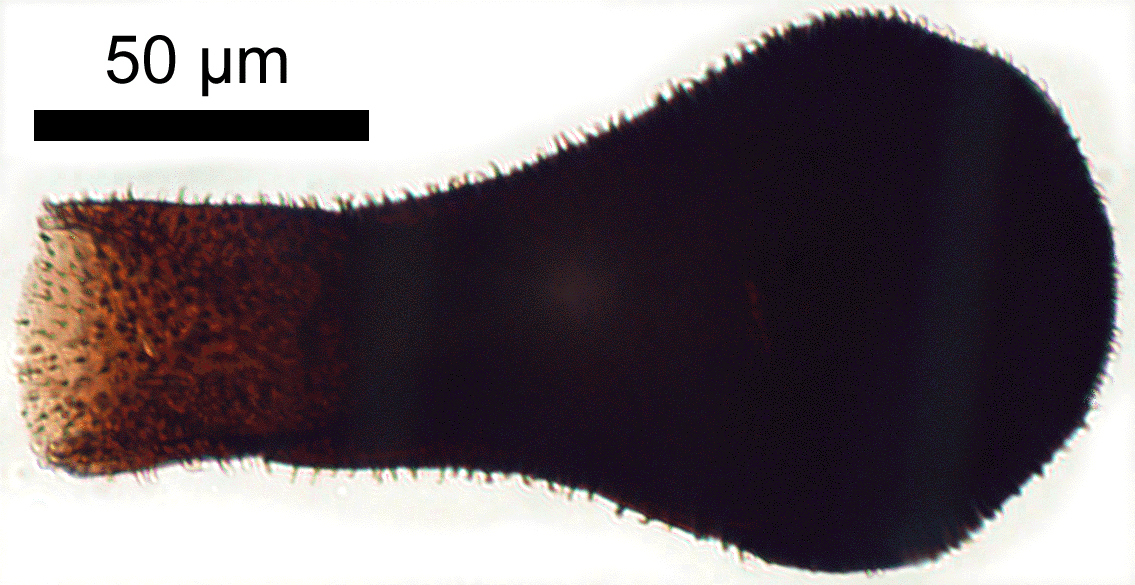
Las imágenes del microscopio electrónico de barrido, como la del taxobox, son mucho más esclarecedoras que las tomadas con luz transmitida.

La descripción original de los quitinozoos realizada por Alfred Eisenack los clasificaba en tres familias, que abarcaban siete géneros, basándose en criterios morfológicos. Desde su publicación en 1931, la clasificación original de Eisenack se ha ido perfeccionando gracias a estos descubrimientos y a los avances de la microscopía. La llegada del microscopio electrónico de barrido en la década de 1970 permitió detectar mejor la ornamentación de la superficie, que es muy importante para la identificación, como puede apreciarse comparando las imágenes de esta página. Incluso la imagen obtenida con el microscopio óptico es de una calidad muy superior a la que se habría podido conseguir a principios de siglo, utilizando especímenes mal conservados y microscopios menos avanzados.
Las tres familias originales propuestas por Eisenack representaban la mejor clasificación posible con los datos disponibles, basada en gran medida en la presencia o ausencia de cadenas de organismos y en la forma de la cámara. Posteriormente, los órdenes se revisaron para ajustarse mejor a la taxonomía linneana, colocando los organismos emparentados más próximos entre sí. Esto fue posible gracias a que los avances científicos permitieron identificar rasgos distintivos en organismos de todos los grupos de Eisenack. Las características de la base y el cuello, la presencia de espinas y las perforaciones o conexiones se consideran ahora los rasgos diagnósticos más útiles.
Los quitinozoos se clasifican en dos órdenes. El orden operculatifera incluye los que tienen un opérculo sobre la abertura y no tienen un cuello distinto. El orden prosomatifero incluye los que tienen un cuello claramente discernible y un prosoma interno.

## Afinidades

### Graptolitos jóvenes

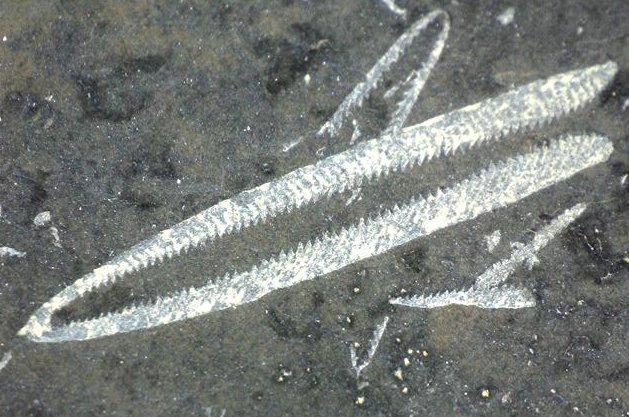
Los quitinozoos pueden haber sido graptolitos inmaduros.

Los graptolitos son fósiles coloniales de paredes orgánicas que también se dieron desde el Ordovícico hasta el Devónico; sólo se conoce parte de su ciclo vital y no está claro cómo se reproducían. Se ha sugerido que los quitinozoos podrían representar las fases presiculares de los graptolitos, es decir, el periodo entre la reproducción sexual de la colonia y la formación de una nueva. Esta hipótesis parece estar respaldada por la coexistencia de fósiles de graptolitos y quitinozoos, cuya abundancia parece reflejarse mutuamente. La composición química similar de los fósiles ha sido aprovechada por ambos bandos. Los defensores sugieren que el uso del mismo marco químico es un indicador de que ambos pueden estar relacionados. Sin embargo, este factor significa que las situaciones que favorecen la conservación de uno también tenderán a preservar el otro, y las técnicas de preparación utilizadas para extraer los fósiles también favorecerán o desfavorecerán a los dos grupos por igual. Por lo tanto, la aparente coexistencia de los dos fósiles puede ser simplemente un artefacto de su composición similar. La hipótesis lucha por explicar la continua abundancia de quitinozoos después del Devónico medio, cuando los graptolitos se volvieron cada vez más raros.

### Huevos

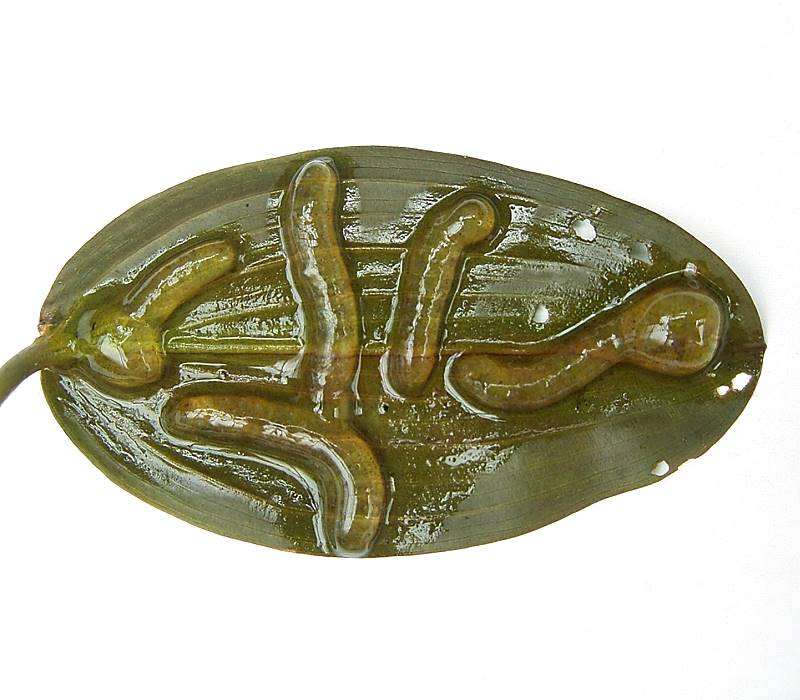
Los quitinozoos podrían representar sacos de huevos de gasterópodos.

La prueba del Chitinozoa era fija, no había posibilidad de que ninguna de sus partes se moviera o rotara. Esto hace pensar que las pruebas eran contenedores, para proteger lo que hubiera dentro, ya fuera un organismo «hibernante» o enquistado, o una nidada de huevos en eclosión. Hay varios argumentos que respaldan una asociación de los quitinozoos con anélidos o gasterópodos, y no es imposible que los quitinozoos sean un fenómeno convergente puesto por ambos grupos. De hecho, la naturaleza espiralada de las cadenas de quitinozoos se ha utilizado para sugerir que fueron puestas por un organismo espiralado, como los gasterópodos; si esta inferencia fuera cierta, las cadenas no espiraladas podrían atribuirse a los gusanos anélidos (rectos) o a otros organismos.
Recientes excavaciones en el esquisto de Soom, un konservat-lagerstätten del Ordovícico en Sudáfrica, han hallado quitinozoos junto a una amplia gama de otros organismos. Se ha sugerido que si el organismo que creó los quitinozoos era fosilizable, estaría presente en la biota de Soom, de la que destacan por su ausencia los gasterópodos y los graptolitos. La mayoría de los organismos presentes en el esquisto pueden descartarse por diversas razones, pero los gusanos poliquetos, los conodontos Promissum y los cefalópodos ortóxidos siguen siendo candidatos probables. Sin embargo, las pruebas que relacionan a los quitinozoos con cualquiera de estos grupos son, en el mejor de los casos, circunstanciales.

### Protistas
Al principio, Alfred Eisenack pensó que los quitinozoos eran amebas, concretamente del orden de los rizópodos Testacea, ya que los miembros actuales de este grupo producían pruebas similares a base de quitina. Sin embargo, la química de estas pruebas difiere de la de los fósiles, y los Testacea modernos son casi exclusivamente de agua dulce, un medio extremadamente diferente. Al cabo de un año, abandonó la idea inicial.
Los argumentos esgrimidos por Obut (1973) proponían que los organismos eran «plantas» unicelulares similares a los dinoflagelados, que ahora se agruparían en los Alveolata. Sin embargo, como ya se ha dicho, las espinas y apéndices se adhieren desde el exterior del recipiente: sólo los animales disponen de la maquinaria celular necesaria para realizar tal hazaña. Además, no se encuentra en este reino ninguna analogía con la envoltura del capullo.
Se ha sugerido que las formas quísticas de un grupo concreto de ciliados, los tintínidos, están relacionadas con los quitinozoos.
En 2020 se describieron restos excepcionalmente conservados de quitinozoos, que mostraban restos de pruebas más pequeñas dentro de otras más grandes, lo que sugiere una reproducción asexual.

## Ecología
No está claro de inmediato qué modo de vida tenían estos fósiles de formas improbables, y la respuesta sólo se hace evidente después de seguir varias líneas de razonamiento.
La restricción de los fósiles a sedimentos marinos puede considerarse una prueba sólida de que los organismos habitaron en los mares paleozoicos, que presentan tres modos de vida principales:
- Infaunales - viven en el sedimento - los «excavadores».
- Bentónicos - que habitan en el fondo marino, tal vez anclados en el lugar - los «sedentarios».
- Pelágicos - flotan libremente en la columna de agua - los «vagabundos».

Se puede descartar rápidamente un modo de vida infaunal, ya que los fósiles se encuentran a veces alineados con la corriente que los deposita; como no hay nada que los fije al fondo, deben de haber caído de la columna de agua.
La ornamentación de los quitinozoos puede arrojar luz sobre la cuestión. Aunque en algunos casos parece probable que tuvieran una función defensiva, al hacer el recipiente más grande y, por tanto, menos digerible para los posibles depredadores, no es imposible que las protuberancias anclaran los organismos al fondo marino. Sin embargo, su construcción de baja densidad hace que esto sea poco probable: quizá sea más plausible que actuaran para adherirse a otros organismos. Las espinas más largas también hacen que los organismos sean más flotantes, al disminuir su número de Rayleigh (es decir, al aumentar la importancia relativa de la viscosidad del agua); por lo tanto, es posible que al menos los quitinozoos de espinas largas fueran «flotadores» planctónicos. Por otra parte, las paredes de algunos quitinozoos eran probablemente demasiado gruesas y densas para permitirles flotar.

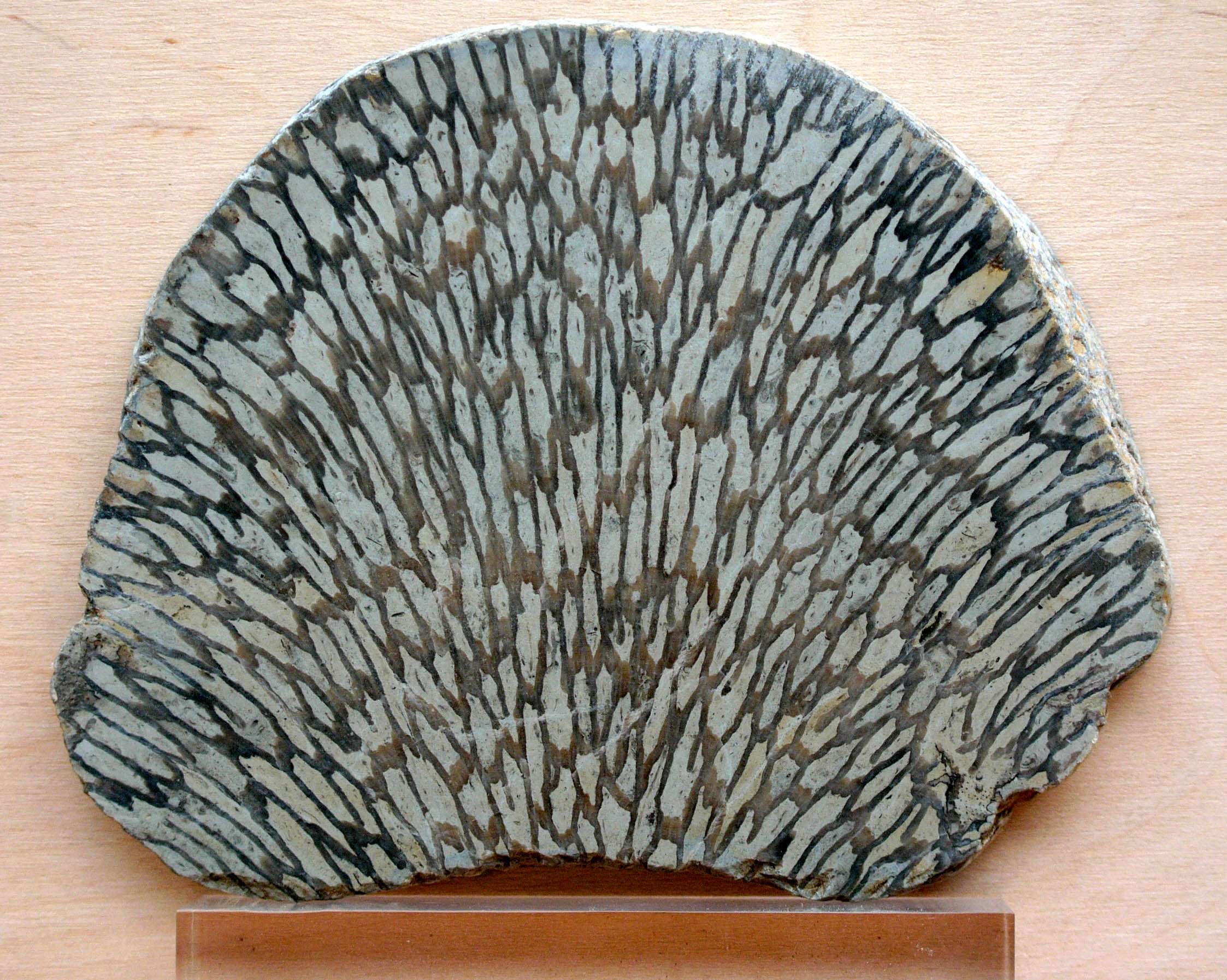
Coral fósil silúrico de Gotland

Aunque se sabe poco sobre sus interacciones con otros organismos, los pequeños orificios en las pruebas de algunos quitinozoos son prueba de que fueron huéspedes de algunos parásitos. Aunque algunas formas se han reinterpretado como «marcas de viruela» causadas por la desintegración del mineral diagenético pirita, la agrupación de orificios cilíndricos alrededor de la cámara -donde probablemente se concentraba la carne del organismo- es prueba de una causa biológica. En Gotland se han encontrado corales con marcas de crecimiento diarias en asociación con abundantes quitinozoos, lo que permite detectar la variación estacional de la abundancia de quitinozoos. Se observa un pico de abundancia durante los últimos meses de otoño, con máximos para las distintas especies en fechas diferentes. Este patrón también se observa en el zooplancton tropical actual. La diversidad de hábitos de vida también se refleja en la profundidad del agua y la distancia a la costa. Las especies más abundantes se encuentran a distintas profundidades. Mientras que las aguas más profundas, a unos 40 km de la costa, suelen ser el entorno óptimo, algunas especies parecen preferir aguas muy poco profundas. En general, los quitinozoos son menos abundantes en aguas turbulentas o en entornos de arrecifes, lo que implica una aversión a tales regímenes cuando están vivos, si no es un efecto de la focalización sedimentaria. Los quitinozoos también se vuelven más raros en aguas menos profundas, aunque lo contrario no es necesariamente cierto. No pueden sobrevivir a la entrada de agua dulce.

## Aplicación estratigráfica
Desde que Alfred Eisenack reconoció y denominó por primera vez al grupo en 1930, los quitinozoos han demostrado ser increíblemente útiles como marcadores estratigráficos en la bioestratigrafía de los periodos Ordovícico, Silúrico y Devónico. Su utilidad se debe a la rapidez de su evolución morfológica, su abundancia -las muestras más productivas presentan casi mil pruebas por gramo- y la fácil identificación (debido en gran parte a la gran variación de formas) y corta vida (<10 millones de años) de la mayoría de las especies. Además, están ampliamente distribuidas y aparecen en diversos entornos de depósito marinos, lo que facilita su correlación; mejor aún, a menudo pueden reconocerse incluso en rocas muy metamorfoseadas. Sin embargo, la convergencia de la forma morfológica en ambientes similares lleva a veces a la identificación errónea de una especie en varias zonas separadas por grandes diferencias espaciales y temporales, pero que comparten un ambiente deposicional similar; evidentemente, esto puede causar grandes problemas si se interpreta que los organismos son la misma especie. Aparte de los acritarcos, los quitinozoos fueron el único medio fiable de correlacionar unidades paleozoicas hasta finales de la década de 1960, cuando el estudio detallado de los conodontos y los graptolitos liberó plenamente su potencial estratigráfico.
Los quitinozoos más antiguos que se conocen parecen ser restos fosfatizados, en principio pertenecientes al género Eisenackitina. Se recuperaron en la Formación Gaotai del Cámbrico Medio (estadio 5), más de 20 millones de años antes de que el grupo se encontrara en otros lugares del Ordovícico. Los quitinozoos parecen haberse extinguido a finales del Devónico; los escasos restos del Carbonífero y el Pérmico pueden representar fósiles reelaborados o esporas de hongos.